# Ollarianus armus
Ollarianus armus är en insektsart som beskrevs av Ball 1933. Ollarianus armus ingår i släktet Ollarianus och familjen dvärgstritar. Inga underarter finns listade i Catalogue of Life.